# Ergebnisse der Gemeinderatswahlen in St. Pölten
Dieser Artikel gibt einen Überblick über die Ergebnisse der Gemeinderatswahlen in St. Pölten seit 1919. Bisher konnte immer die Sozialdemokratische Partei Österreichs (SPÖ) oder ihre Vorgängerparteien die meisten Stimmen auf sich vereinen und, mit einer Ausnahme, die absolute Mehrheit erringen.

## Antretende Parteien
In den bisher 16 Wahlen in der 2. Republik traten 19 Parteien und Listen in der Stadt St. Pölten an. In den ersten beiden Jahren traten nur die Sozialistische Partei Österreichs (SPÖ), die Österreichische Volkspartei (ÖVP) sowie die Kommunistische Partei Österreichs (KPÖ) an, die allerdings 1950 als Linksblock (LB) und 1955 als Wahlgemeinschaft Österreichische Volksopposition (VO) antrat. Die Freiheitliche Partei Österreichs (FPÖ) trat 1960 das erste Mal zu Wahlen an. Die nächsten Jahre waren die wahlwerbenden Parteien jene vier, erst 1986 trat mit der Grün-alternative Bürgerliste (GABL) eine fünfte Partei an. Von dieser von einem Ex-FPÖ-Gemeinderat gegründeten Liste distanzierten sich jedoch alle St. Pöltner Grünen. Diese traten als Grüne Alternative St. Pölten (GAS) erstmals 1991 an, ab 1996 als Die Grünen – Die Grüne Alternative (Grüne). Ab 1991 tritt die SPÖ als Sozialdemokratische Partei Österreichs an, 1996 und 1997 schaffte zudem das Liberale Forum (LiF) den Einzug in den Gemeinderat. 
Kurz nach der Wahl 2001 traten die drei FPÖ-Gemeinderäte aus der Partei aus und gründeten die Liste Für St. Pölten (FSP). Diese trat bei der darauffolgenden Wahl als Liste Hermann Nonner (Nonner) an, 2011 war Nonner wieder Spitzenkandidat der FPÖ. 2016 trat Nonner als Listenzweiter der BLÜH an.
Alle anderen Parteien und Listen schafften es bisher nicht im Gemeinderat vertreten zu sein. 2001 scheiterte die Liste Otto Schwarz (LOS), 2006 die Gerechtigkeit-Partei-Österreich (GPÖ) und die Liste Mehmet Isik (ISIK) am Einzug. Bei der Wahl 2011 scheiterten die Bürgerliste Für St. Pölten (FSP), die Unabhängige Bürgerplattform Wir für St. Pölten (WIR) und die Christliche Partei Österreichs (CPÖ). Bei der Wahl 2016 schafften es die NEOS – Das Neue Österreich (NEOS), die Bürgerliste Überparteiliches St. Pölten (BLÜH) sowie dieKühnen.jetzt (jetzt) nicht in den Gemeinderat.

## Ergebnisse der Gemeinderatswahlen
Die folgende Tabelle gibt einen Überblick über die prozentuale Verteilung der gültig abgegebenen Stimmen (Ergebnis) sowie der erreichten Mandate (Mandate). Die Partei, die die meisten Stimmen errang, wird farblich hervorgehoben. In der Spalte Sonst. werden alle Parteien aufgeführt, die bei keiner Wahl ein Mandat erreichten.

### Tabellen

#### Erste Republik
| Wahl- datum | Wahl- beteiligung | SDAPDÖ   | SDAPDÖ  | CS / WG / EL a | CS / WG / EL a | DVP / GDVP b | DVP / GDVP b | DNAP / NSDAP c | DNAP / NSDAP c | KPÖ      | KPÖ     | Sonst. d            |
| Wahl- datum | Wahl- beteiligung | Ergebnis | Mandate | Ergebnis       | Mandate        | Ergebnis     | Mandate      | Ergebnis       | Mandate        | Ergebnis | Mandate | Ergebnis            |
| ----------- | ----------------- | -------- | ------- | -------------- | -------------- | ------------ | ------------ | -------------- | -------------- | -------- | ------- | ------------------- |
| 22.06.1919  | 72,6              | 60,7     | 26      | 21,6           | 09             | 12,8         | 5            | 04,9           | 2              | –        | –       | –                   |
| 24.04.1921  | ~ 88,2            | 60,4     | 26      | 23,8           | 10             | 09,5         | 4            | 04,8           | 2              | 1,5      | –       | –                   |
| 14.05.1922  | 86,2              | 63,9     | 28      | 28,9           | 12             | –            | –            | 05,5           | 2              | –        | –       | 1,4 (BDP); 0,2 (FP) |
| 24.04.1927  | 93,2              | 64,1     | 28      | 31,0           | 13             | –            | –            | 03,2           | 1              | 0,9      | –       | 0,8 (VSB)           |
| 17.04.1932  | 88,7              | 53,9     | 23      | 26,7           | 12             | –            | –            | 15,6           | 6              | 2,9      | 1       | –                   |

#### Zweite Republik
| Wahl- datum   | Wahl- beteiligung | SPÖ      | SPÖ     | ÖVP      | ÖVP     | KPÖ a    | KPÖ a   | FPÖ      | FPÖ     | Grüne b  | Grüne b | LiF      | LiF     | Nonner   | Nonner  | NEOS     | NEOS    | Sonst. c                        |
| Wahl- datum   | Wahl- beteiligung | Ergebnis | Mandate | Ergebnis | Mandate | Ergebnis | Mandate | Ergebnis | Mandate | Ergebnis | Mandate | Ergebnis | Mandate | Ergebnis | Mandate | Ergebnis | Mandate | Ergebnis                        |
| ------------- | ----------------- | -------- | ------- | -------- | ------- | -------- | ------- | -------- | ------- | -------- | ------- | -------- | ------- | -------- | ------- | -------- | ------- | ------------------------------- |
| 025.11.1945 d | 97,1              | 52,0     | 22      | 34,7     | 15      | 13,3     | 5       | –        | –       | –        | –       | –        | –       | –        | –       | –        | –       | –                               |
| 007.05.19500  | 94,8              | 51,3     | 22      | 32,1     | 13      | 16,6     | 7       | –        | –       | –        | –       | –        | –       | –        | –       | –        | –       | –                               |
| 24.04.1955    | 95,1              | 52,8     | 22      | 34,7     | 15      | 12,5     | 5       | –        | –       | –        | –       | –        | –       | –        | –       | –        | –       | –                               |
| 10.04.1960    | 92,3              | 47,3     | 20      | 34,9     | 15      | 13,2     | 5       | 04,6     | 2       | –        | –       | –        | –       | –        | –       | –        | –       | –                               |
| 04.04.1965    | 90,7              | 53,0     | 23      | 36,0     | 15      | 09,4     | 4       | 01,6     | –       | –        | –       | –        | –       | –        | –       | –        | –       | –                               |
| 05.04.1970    | 88,2              | 57,0     | 25      | 34,8     | 15      | 06,2     | 2       | 02,0     | –       | –        | –       | –        | –       | –        | –       | –        | –       | –                               |
| 19.03.1972    | 86,7              | 55,1     | 24      | 35,7     | 15      | 06,5     | 2       | 02,7     | 1       | –        | –       | –        | –       | –        | –       | –        | –       | –                               |
| 13.03.1977    | 84,9              | 57,8     | 25      | 33,8     | 15      | 04,3     | 1       | 04,1     | 1       | –        | –       | –        | –       | –        | –       | –        | –       | –                               |
| 14.03.1982    | 80,8              | 57,4     | 25      | 33,2     | 14      | 03,6     | 1       | 05,8     | 2       | –        | –       | –        | –       | –        | –       | –        | –       | –                               |
| 23.11.1986    | 84,9              | 62,5     | 27      | 32,4     | 14      | 02,0     | –       | 02,3     | 1       | –        | –       | –        | –       | –        | –       | –        | –       | 0,7 (GABL)                      |
| 06.10.1991    | 75,7              | 60,3     | 26      | 24,0     | 10      | 00,9     | –       | 09,0     | 4       | 5,8      | 2       | –        | –       | –        | –       | –        | –       | –                               |
| 13.10.1996    | 76,8              | 56,4     | 25      | 21,2     | 09      | 01,1     | –       | 12,5     | 5       | 5,1      | 2       | 3,6      | 1       | –        | –       | –        | –       | –                               |
| 31.08.1997    | 73,9              | 57,8     | 25      | 20,6     | 09      | 01,0     | –       | 12,7     | 5       | 4,8      | 2       | 3,2      | 1       | –        | –       | –        | –       | –                               |
| 07.10.2001    | 70,6              | 56,5     | 25      | 25,7     | 11      | 00,8     | –       | 07,3     | 03 e    | 7,5      | 3       | –        | –       | –        | –       | –        | –       | 2,1 (LOS)                       |
| 08.10.2006    | 68,1              | 59,6     | 26      | 24,2     | 10      | –        | –       | 05,7     | 2       | 7,2      | 3       | –        | –       | 2,4      | 1       | –        | –       | 0,5 (ISIK); 0,4 (GPÖ)           |
| 03.07.2011    | 58,0              | 56,8     | 25      | 25,3     | 11      | –        | –       | 10,7     | 4       | 4,9      | 2       | –        | –       | –        | –       | –        | –       | 1,2 (WIR); 0,7 (FSP); 0,5 (CPÖ) |
| 17.04.2016    | 63,6              | 59,0     | 26      | 20,3     | 9       | –        | –       | 14,7     | 6       | 2,7      | 1       | –        | –       | –        | –       | 1,6      | –       | 0,5 (BLÜH); 1,2 (jetzt)         |
| 24.01.2021    | 56,0              | 56,0     | 25      | 22,7     | 10      | 1,1      | –       | 8,9      | 3       | 8,0      | 3       | –        | –       | –        | –       | 3,2      | 1       | –                               |